# Balatonszabadi
Balatonszabadi là một thị trấn thuộc hạt Somogy, Hungary. Thị trấn này có diện tích 41,34 km², dân số năm 2010 là 3017 người, mật độ 73 người/km².